# 桥西乡
桥西乡，是中华人民共和国江西省宜春市宜丰县下辖的一个乡镇级行政单位。2021年11月19日，将黄岗山垦殖场代管的炎岭、岗南、五里3个村民委员会归属桥西乡管辖。

## 行政区划
桥西乡下辖以下地区：
城西社区、桥西村、曹家岭村、付家坪村、潭埠丈村、大畲村、柴源村、湾里村、潭港村、刁丰村、石塘村、东源村、黄陂前村、前头村、石埠村、龚家坪村和城西村。